# Orlice Choceň
SaB Orli Choceň je softballový a baseballový klub, založený roku 1977 v Chocni (okres Ústí nad Orlicí). 
V minulosti klub pořádal mnoho evropských a světových akcí: Mistrovství Evropy kadetů v baseballu (1997), Mistrovství Evropy juniorů a juniorek v softballu (2002), Mistrovství Evropy mužů v softballu (2003), Akademické Mistrovství světa v baseballu (2008), Mistrovství Evropy žáků v baseballu (2013). V roce 2018 se výčet mezinárodních turnajů rozrostl o historicky 1. ročník Mistrovství Evropy ve slowpitchi mužů (12. až 16. června 2018). Mezi další významné akce určitě patří: Final Four Českého baseballového poháru (2015 a 2016) a Mistrovství České republiky veteránů v baseballu (2017). V neposlední řadě byla Choceň i tradičním místem pro školení evropských softballových rozhodčích (ESF, European softball federation).
Zajímavostí z historie je i skutečnost, že v roce 1997, kdy Choceň zasáhla vlna povodní, tak při ME kadetů proběhlo historicky 1. utkání v baseballu pod umělým osvětlením.

## Muži – baseball
Mužské družstvo hrající 1. ligu, která je 2. nejvyšší soutěží v ČR. V letech 2000 a 2001 hrál A-tým mužů Českou baseballovou extraligu, nejvyšší soutěž v ČR.

## Ženy – softball
Ženy dlouhodobě dominují oblastní soutěži žen (Východočeská liga žen) pod vedením Milana Bečičky. Juniorky se úspěšně zapojují do soutěží České softballové asociace - 2. liga juniorek, za tým Falcons Softball Hradec Králové.

## Slowpitch
Velkou tradici v Chocni má i slowpitch (upravená verze softballu). V roce 2018 se uskutečnil již 24. ročník Slowpitch Cupu Choceň, pod vedení zakladatele turnaje Lukáše Záruby. Turnaj láká rok od roku více fanoušků, a to nejen na hru samotnou, ale zejména na doprovodný program pro děti i dospělé. Dosah tohoto turnaje je více než zřejmý, jelikož i díky  němu se do Chocni v uplynulých 2 letech podařilo dostat 2 významné evropské turnaje ve slowpitchi. V roce 2017 to byl ligový turnaj ESSL (European Slowpitch Softball League) s týmy z Dominikánské republiky, USA ad. V roce 2018 poté, již výše zmíněné, I. Mistrovství Evropy ve slowpitchi mužů.

## Rozvoj – mládež
Stále vzrůstající členská základna, čítající (ke konci roku 2017) více než 70 dětí do 15 let, je velmi dobrou vizitkou práce s mládeží a rozvojem klubu. Od září 2016 se také podařilo znovu navázat spolupráci se místními základními školami (ZŠ Svatopluka Čecha, ZŠ M. Choceňského a ZŠ Javornického Vysoké Mýto) a rozjet projekt Intenzifikace školních sportovních kroužků a školních lig, který pořádá Česká softballová asociace. V 1. a 2. ročníku se do projektu (čítajícího 3 turnaje ročně) zapojilo více než 300 dětí. O významném postavení rozvojového sýstému svědčí i to, že v minulých letech v areálu v Chonci proběhli Finálové turnaje Základních škol v beeballu a teeballu.